# هيلج كارلسن
هيلج كارلسن (بالنرويجية البوكمول: Helge Karlsen)‏ (29 يونيو 1948 في النرويج - ) هو لاعب كرة قدم نرويجي في مركز الدفاع. شارك مع منتخب النرويج تحت 21 سنة لكرة القدم ومنتخب النرويج لكرة القدم. أما مع النوادي، فقد لعب مع نادي بران.

## وصلات خارجية
- هيلج كارلسن على موقع اتحاد النرويج (النرويجية)
- هيلج كارلسن على موقع قاعدة بيانات كرة القدم.إي يو (الإنجليزية)
- هيلج كارلسن على موقع ناشيونال فوتبول تيمز (الإنجليزية)
- هيلج كارلسن على موقع عالم كرة القدم.نت (الإنجليزية)